# Islas Ruiseñor
Las islas Ruiseñor (en inglés: Nightingale Islands) es un grupo de tres islas en el océano Atlántico Sur, parte del territorio de Tristán de Acuña. Las tres islas son la isla del Ruiseñor, la isla Middle y la isla Stoltenhoff. Están bajo administración del Reino Unido como parte del territorio británico de ultramar de Santa Helena, Ascensión y Tristán de Acuña. Las islas Ruiseñor se encuentran deshabitadas, poseen una superficie estimada total de 3.4 km².
La isla del Ruiseñor es la más pequeña de las cuatro islas principales del Grupo Tristán de Acuña, y la más grande de las islas Ruiseñor, mide solo 4 kilómetros cuadrados y se encuentra a 30 kilómetros de la isla Tristán de Acuña y a 22 kilómetros de la isla Inaccesible. Stoltenhoff y Alex (también conocida como Middle Island), son en realidad dos grandes islotes en lugar de islas convencionales.